# László Kleinheisler
László Kleinheisler (Kazincbarcika, 8 de abril de 1994), é um futebolista húngaro que atua como Meio-campo. Atualmente está sem clube.

## Carreira
Kleinheisler fez parte do elenco da Seleção Húngara de Futebol da Eurocopa de 2016.